# 高雄市 (1979年—2010年)
高雄市是中華民國於1979年至2010年間設置的直轄市。1979年7月1日，原為臺灣省省轄市的高雄市將高雄縣小港鄉併入，同時升格為直轄市，成為臺灣第2個直轄市。其後至2010年12月25日與高雄縣合併成為新的高雄市，舊高雄市的法人地位則被取代。

## 歷史

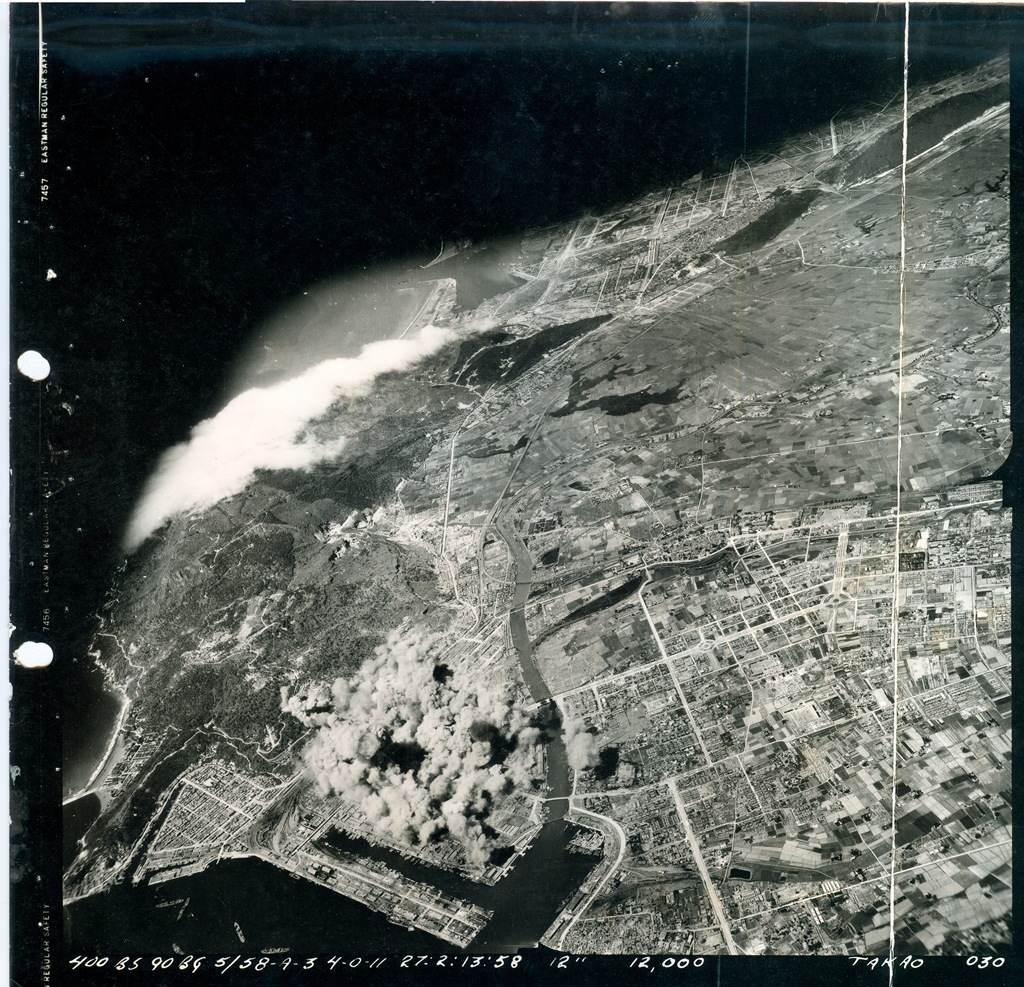
1945年美軍所拍攝的空照圖，可見正受轟炸的今日鹽埕區一帶，以及高雄川（愛河）以東的零星開發。

日治時期的高雄市在1940年代後，隨著高雄驛（高雄車站）東移新設，市區開始向東往前金、大港埔一帶擴展。同時基於南進政策需要，日本人開始以高雄作為工業發展基地。稍後高雄市的人口逐漸追上台南市。然而二戰末期，在美軍軍機的密集空襲下，高雄港與市區受到了嚴重破壞。
二次大戰後，隨著中華民國政府接收台灣，原為州轄市的高雄市改為省轄市，高雄港也逐漸恢復正常運作，1966年在前鎮成立加工出口區，以及1970年代，大型造船廠、煉鋼廠、石化廠的設立，高雄作為工業重鎮的形象逐漸確立；高雄港的貨運量也逐年上升，並開始進行擴建；都市的發展區域亦以高雄車站為中心，持續向南、東、北三個方向擴張。1979年7月1日，高雄市併入南邊的高雄縣小港鄉，並改制直轄市。同年12月10日因民主運動而引發美麗島事件，事件現場為市中心的大圓環一帶。

1974年至2009年使用的舊高雄市市徽，圖像為一黃色「高」字及藍色齒輪，代表著高雄工業的發展。

高雄市LOGO是為迎接2000年、21世紀的到來，於1999年的甄選作品，以輪船形象與「高」字結合而成，成為除了市徽之外的另一個象徵標誌。

愛河與港區環境的重整與美化，及多項文化、休閒設施的整建，加上許多重大公共建設及捷運動工，使得城市面貌在2000年代後有較大的改變。都市發展上，除了範圍較大的商圈陸續興起外，陸續推動的交通建設（捷運、鐵路地下化、環狀輕軌、跨港纜車）亦將帶來交通紓解上的助益。高雄市在2009年舉辦了世界運動會，是台灣首次的綜合性國際賽事。
為鼓勵區域整體發展，除了與高雄港合併的計劃外，後來又有與高雄縣合併的構想，2009年4月通過的《地方制度法》修正案提供了高雄縣市合併的基礎。2010年12月25日，高雄縣市正式合併為新的直轄市，仍名為「高雄市」，但在法律上被視為與原有之高雄市不同的新行政區劃。

### 面積與里數變遷
- 1945年

11月10日成立高雄市政府；全市設鹽埕、鼓山、左營、楠梓、三民、新興、前金、苓雅、前鎮、旗津等10區；303里，其中鹽埕區30里、鼓山區43里、左營區31里、楠梓區30里、三民區30里、新興區31里、前金區30里、苓雅區29里、前鎮區24里、旗津區25里。全市面積113.7496平方公里。
- 1979年

7月1日本市改制為直轄市，將小港鄉劃入並改制為小港區，計有11區；411里，其中鹽埕區31里、鼓山區44里、左營區43里、楠梓區24里、三民區63里、新興區38里、前金區25里、苓雅區54里、前鎮區50里、旗津區18里、小港區21里。面積153.6069平方公里。
- 1983年

2月行政院核定本市代管東沙島及太平島，並由建設局進行開發管理。
8月本市面積減少0.004平方公里，實際為153.6029平方公里。
- 2003年

4月行政院核定紅毛港遷村安置用地一之五號道路以東之市、縣界調整，本市與高雄縣雙方增減面積相抵，本市前鎮區減少面積0.01016平方公里，全市面積由153.6029平方公里調整為153.5927平方公里。
- 2004年

3月本市計有463里，其中鹽埕區21里、鼓山區38里、左營區43里、楠梓區37里、三民區88里、新興區32里、前金區20里、苓雅區69里、前鎮區59里、旗津區13里、小港區43里。
- 2006年

2月1日左營區自治、自立、自勉等3里及三民區九如里因眷村改建裁撤，全市里數調降為459里。
- 2009年

本市計有454里，其中鹽埕區21里、鼓山區38里、左營區40里、楠梓區37里、三民區87里、新興區32里、前金區20里、苓雅區69里、前鎮區59里、旗津區13里、小港區38里。因7月1日小港區海澄、海昌、海豐、海原及海城等5里配合交通部高雄港務局「高雄港洲際貨櫃中心」計畫辦理遷村作業裁撤，全市里數稍做調降。
- 2010年（縣市合併前）

三民區港北里因交通部台灣鐵路管理局依行政院函頒「國有宿舍及眷舍房地加強處理方案」，收回退休員工及配偶宿舍，該里居民已陸續遷出，裁併港北里1里，全市調降為453里，其中鹽埕區21里、鼓山區38里、左營區40里、楠梓區37里、三民區86里、新興區32里、前金區20里、苓雅區69里、前鎮區59里、旗津區13里、小港區38里。

## 地理
高雄市的經緯度位置為東經120度14'30"至120度23'30"（15.38 km），北緯22度30'30"至22度45'30"（27.78 km）。另外，位於台灣本島西南方的東沙群島，經緯度位置為東經116度24'至116度55'，北緯20度35'至47'之間；而南沙群島中太平島的經緯度為北緯10度22分38秒，東經114度21分59秒。

### 地形

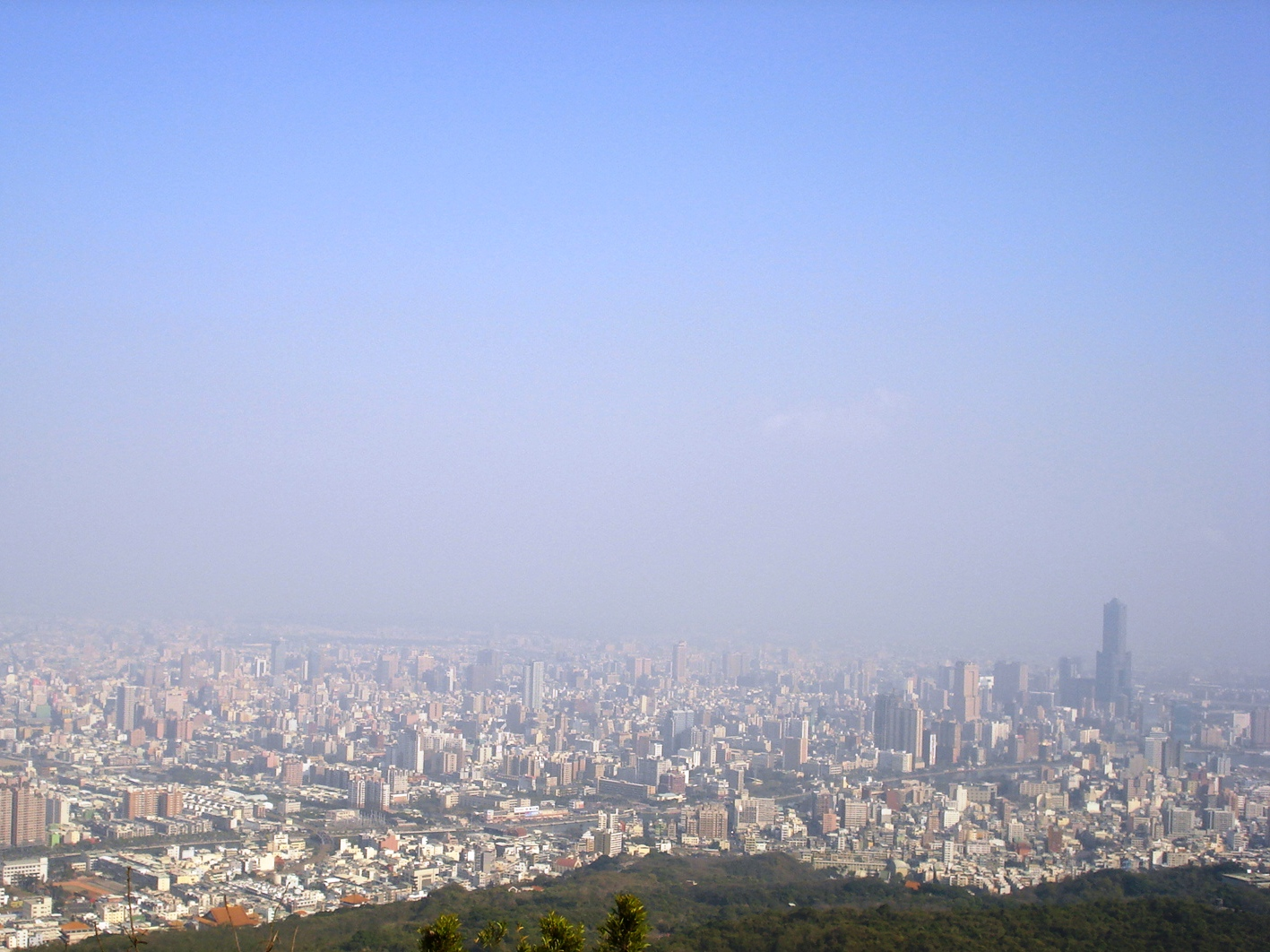
壽山眺望高雄市景

海岸線方面，高雄市西扼台灣海峽，南臨巴士海峽。市區大多為沖積平原地形，地勢較高處只有位於西子灣北側，西側緊臨海岸，標高355公尺的柴山（壽山）；位於左營東側，蓮池潭東北側，標高233公尺的半屏山；以及位於本市與高雄縣東南邊交界處，大坪頂一帶的鳳山丘陵（鳳山水庫建於其上），其中柴山與半屏山皆因珊瑚礁隆起而形成。位於市區西南側，隔著高雄港狹長水道與前鎮相對的旗津，原本是一座沙洲半島，後來南端因興建第二港口，而以水道與紅毛港分割。此外，高雄港大致是基於該區域過去原始的潟湖地形整建而來。
屬於高雄市轄下的東沙群島，包括3個珊瑚環礁，分別為北衛灘、南衛灘與東沙環礁。前兩者為沉水環礁，後者為出水環礁。位於東沙環礁西側的東沙島，為近期堆積層，幾乎沒有土壤化育，表層覆蓋著貝殼風化成的白沙，有些地方的中層則是由鳥糞堆積成的磷礦層；而南沙群島中太平島為珊瑚礁島，地表之細砂土為珊瑚礁風化所形成，下層為堅硬之礁盤。島之四周均有沙灘。

### 水文

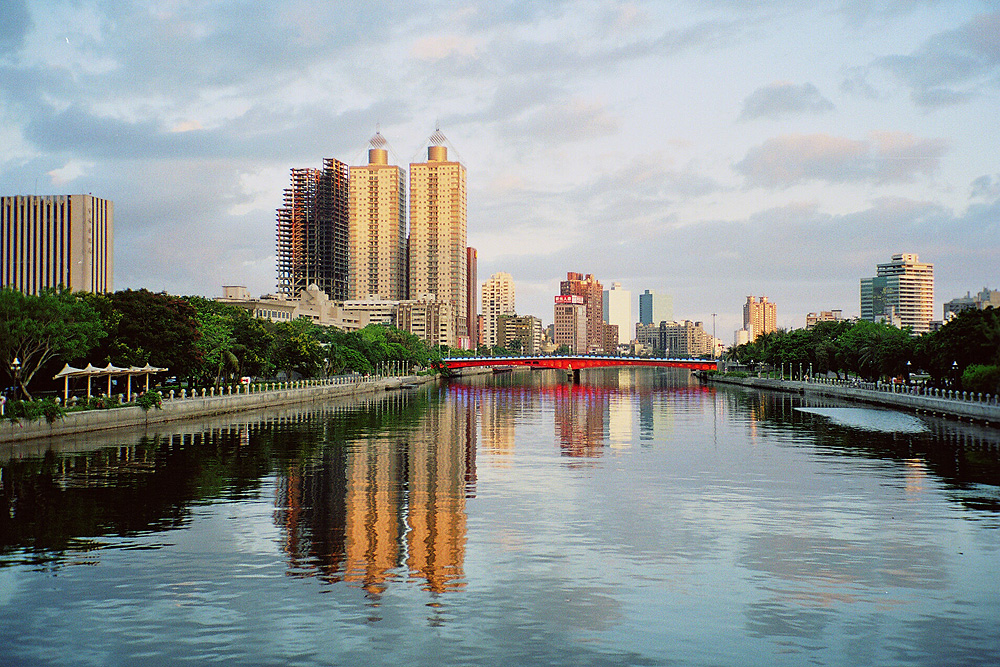
愛河流經高雄市區。

高雄市境內並無長度較長或流域較廣的大型河川，最主要的河川為發源自高雄縣仁武鄉八卦寮一帶田野地（另外亦自曹公圳引水），長約12公里的愛河（日治時期稱為「高雄川」；戰後一度改稱「仁愛河」），於本市內自市區東北側的覆鼎金一帶，流經凹子底、鼓山、鹽埕，最後於高雄大橋南側出海，注入高雄港第一港口；沿途共有六條小支流自愛河分出。除了愛河之外，還有分別位於北高雄、南高雄的兩條重要河川—後勁溪、前鎮河及貫穿高雄市，最終流入愛河的2號運河(幸福川)。湖泊或集水區部分則有位於半屏山西南側的蓮池潭；位於小港區與高雄縣林園鄉、大寮鄉交界處的鳳山水庫；位於高雄市立美術館旁的內惟埤；以及同樣位於覆鼎金一帶的金獅湖。

### 氣候
氣溫以2月平均攝氏18.6度最低，6月平均攝氏28.7度最高；相對濕度以3月平均60%最低，8月平均81%最高。日照時數全年2,139小時，以2月日照138.1小時最少，其中以6月日照227.4小時最高。降雨量全年1,784.9毫米，其中以12月平均降雨11.5毫米最少，8月降雨平均426.3毫米最高，屬熱帶季風氣候。有明顯的旱季和雨季，旱季嚴重時曾創下連續半年完全無降雨的紀錄，往往釀成缺水旱情。然而雨季來臨時，亦偶曾出現單日500毫米以上的降雨量。根据1971年1月到2000年12月的统计时期，高雄市的极端最高温为 37.2 °C，极端最低温为 5.3 °C。
| 高雄（1971年至2000年）   | 高雄（1971年至2000年） | 高雄（1971年至2000年） | 高雄（1971年至2000年） | 高雄（1971年至2000年） | 高雄（1971年至2000年） | 高雄（1971年至2000年） | 高雄（1971年至2000年） | 高雄（1971年至2000年） | 高雄（1971年至2000年） | 高雄（1971年至2000年） | 高雄（1971年至2000年） | 高雄（1971年至2000年） | 高雄（1971年至2000年） |
| 月份                     | 1月                    | 2月                    | 3月                    | 4月                    | 5月                    | 6月                    | 7月                    | 8月                    | 9月                    | 10月                   | 11月                   | 12月                   | 全年                   |
| ------------------------ | ---------------------- | ---------------------- | ---------------------- | ---------------------- | ---------------------- | ---------------------- | ---------------------- | ---------------------- | ---------------------- | ---------------------- | ---------------------- | ---------------------- | ---------------------- |
| 历史最高温 °C（°F）      | 31.7 (89.1)            | 33.3 (91.9)            | 33.4 (92.1)            | 34.9 (94.8)            | 35.5 (95.9)            | 37.2 (99.0)            | 37.1 (98.8)            | 36.1 (97.0)            | 36.6 (97.9)            | 35.3 (95.5)            | 34.4 (93.9)            | 33.0 (91.4)            | 37.2 (99.0)            |
| 平均高温 °C（°F）        | 23.4 (74.1)            | 24.1 (75.4)            | 26.5 (79.7)            | 28.8 (83.8)            | 30.4 (86.7)            | 31.5 (88.7)            | 32.1 (89.8)            | 31.5 (88.7)            | 31.2 (88.2)            | 29.7 (85.5)            | 27.2 (81.0)            | 24.6 (76.3)            | 28.4 (83.1)            |
| 日均气温 °C（°F）        | 18.8 (65.8)            | 19.7 (67.5)            | 22.3 (72.1)            | 25.2 (77.4)            | 27.2 (81.0)            | 28.4 (83.1)            | 28.9 (84.0)            | 28.3 (82.9)            | 27.9 (82.2)            | 26.4 (79.5)            | 23.4 (74.1)            | 20.2 (68.4)            | 24.7 (76.5)            |
| 平均低温 °C（°F）        | 15.1 (59.2)            | 16.1 (61.0)            | 18.7 (65.7)            | 22.0 (71.6)            | 24.4 (75.9)            | 25.7 (78.3)            | 26.1 (79.0)            | 25.7 (78.3)            | 25.1 (77.2)            | 23.5 (74.3)            | 20.2 (68.4)            | 16.6 (61.9)            | 21.6 (70.9)            |
| 历史最低温 °C（°F）      | 6.4 (43.5)             | 5.3 (41.5)             | 6.7 (44.1)             | 9.8 (49.6)             | 15.9 (60.6)            | 18.2 (64.8)            | 21.0 (69.8)            | 20.8 (69.4)            | 20.1 (68.2)            | 14.6 (58.3)            | 12.5 (54.5)            | 7.4 (45.3)             | 5.3 (41.5)             |
| 平均降雨量 mm（）        | 20.0 (0.79)            | 23.6 (0.93)            | 39.2 (1.54)            | 72.8 (2.87)            | 177.3 (6.98)           | 397.9 (15.67)          | 370.6 (14.59)          | 426.2 (16.78)          | 186.6 (7.35)           | 45.7 (1.80)            | 13.4 (0.53)            | 11.5 (0.45)            | 1,784.8 (70.27)        |
| 平均降雨天数（≥ 0.1 mm） | 4.0                    | 4.2                    | 4.0                    | 5.7                    | 9.4                    | 13.7                   | 13.9                   | 16.9                   | 10.3                   | 4.3                    | 2.8                    | 2.7                    | 91.9                   |
| 平均相對濕度（％）       | 75.0                   | 75.1                   | 75.0                   | 76.6                   | 78.6                   | 81.4                   | 80.3                   | 82.3                   | 80.0                   | 77.8                   | 75.3                   | 74.5                   | 77.7                   |
| 月均日照時數             | 163.9                  | 151.1                  | 177.6                  | 184.8                  | 189.7                  | 190.0                  | 207.2                  | 181.8                  | 172.8                  | 166.1                  | 148.0                  | 148.6                  | 2,081.6                |
| 来源：中央氣象局         |                        |                        |                        |                        |                        |                        |                        |                        |                        |                        |                        |                        |                        |

## 歷任市長

### 院轄市時期
| 任次 | 肖像 | 姓名 (生–卒)        | 在任時間      | 在任時間       | 黨籍       | 屆次 | 備註                                      |
| ---- | ---- | ------------------- | ------------- | -------------- | ---------- | ---- | ----------------------------------------- |
| 1    |      | 王玉雲 (1925－2009) | 1979年7月1日  | 1981年6月21日  | 中國國民黨 | 1    |                                           |
| 2    |      | 楊金欉 (1923－1990) | 1981年6月21日 | 1982年4月19日  | 中國國民黨 | 2    |                                           |
| 3    |      | 許水德 (1931－2021) | 1982年4月19日 | 1985年5月30日  | 中國國民黨 | 3    | 原高雄市政府秘書長。                      |
| 4    |      | 蘇南成 (1936－2014) | 1985年5月30日 | 1990年6月18日  | 中國國民黨 | 4    | 原臺南市市長。                            |
| 5    |      | 吳敦義 (1948－)     | 1990年6月18日 | 1994年12月25日 | 中國國民黨 | 5    | 原南投縣縣長。 唯一經高雄市議會同意上任。 |

### 直轄市時期
- 1994年修憲，依據憲法新通過的第118條《直轄市自治法》，院轄市改稱為直轄市，並將市長改為民選。

| 任次 | 肖像           | 姓名 (生–卒)    | 在任時間       | 在任時間       | 黨籍       | 屆次                              | 備註                                |
| ---- | -------------- | --------------- | -------------- | -------------- | ---------- | --------------------------------- | ----------------------------------- |
| 1    |                | 吳敦義 (1948－) | 1994年12月25日 | 1998年12月25日 | 中國國民黨 | 1                                 | 升格直轄市後首位 中國國民黨籍市長。 |
| 2    |                | 謝長廷 (1946－) | 1998年12月25日 | 2002年12月25日 | 民主進步黨 | 2                                 | 首位 民主進步黨籍市長。             |
| 2    | 2002年12月25日 | 謝長廷 (1946－) | 2005年2月1日   | 3              | 民主進步黨 | 首位連任成功的 民主進步黨籍市長。 |                                     |
| 代理 |                | 陳其邁 (1964－) | 2005年2月1日   | 3              | 民主進步黨 | 2005年9月26日                     | 行政院派任代理市長。                |
| 代理 |                | 葉菊蘭 (1949－) | 2005年9月26日  | 3              | 民主進步黨 | 2006年12月25日                    | 行政院派任代理市長。                |
| 3    |                | 陳菊 (1950－)   | 2006年12月25日 | 2010年12月25日 | 民主進步黨 | 4                                 | 首位女性正任市長。                  |

## 行政區劃
1979年7月1日，行政院將高雄市升格為直轄市；鄰近前鎮區、原本隸屬於高雄縣的小港鄉也劃歸本市管轄，成為小港區。1983年，位於南海的東沙群島以及南沙群島中的太平島、2005年南沙群島中的中洲島，行政管理上開始由本市旗津區中興里管轄。
高雄市在市縣合併前的轄區範圍（不含離島部分）中，極東為小港區坪頂里，極西為鼓山區桃源里，極南為小港區鳳鳴里，極北為楠梓區清豐里，全市共劃分為11區。

## 經濟
高雄市的一級產業主要為漁業與農業。漁業據點主要分佈於旗津區、鼓山區、前鎮區與小港區，其中規模最大的是前鎮漁港；農業地帶則多分佈於市區邊緣，例如楠梓區與小港區；鼓山區與苓雅區也有一些零散的農地，但是近年來已經隨著市區擴張而逐漸消失。二級產業方面則兼有重工業與製造業，工業地帶大多位於楠梓區、前鎮區與小港區，包括楠梓加工出口區、高雄煉油廠、中島加工出口區、臨海工業區與高雄軟體科技園區，其中臨海工業區為中國鋼鐵與台灣國際造船的核心事業據點；高雄煉油廠則為台灣中油最大的生產基地。以服務業為主體的三級產業集中於鹽埕區、前金區、新興區、苓雅區與三民區，部份區塊有朝著商圈化方向發展的趨勢；此外也沿著高雄港東側的廊帶規劃了高雄多功能經貿園區。
近年來，由於產業、官方及學術界對文化創意產業的重視，市政府的文化建設計劃如海洋文化及流行音樂中心 等相繼獲得中央政府的挹注支持。高雄世界貿易展覽會議中心預計2013年完工啟用後，可舉辦國際大型研討會議及大規模展示活動。此外，具全市發展指標性的中古屋房價，根據統計，2004年每坪平均房價為新台幣7.5萬；2005年8.5萬；2006年8.4萬；2007年8.8萬；2008年9.5萬；至2009年7月成長至逾新台幣10萬。預估2010年，最低生活費需新台幣11,309元。

### 專業街

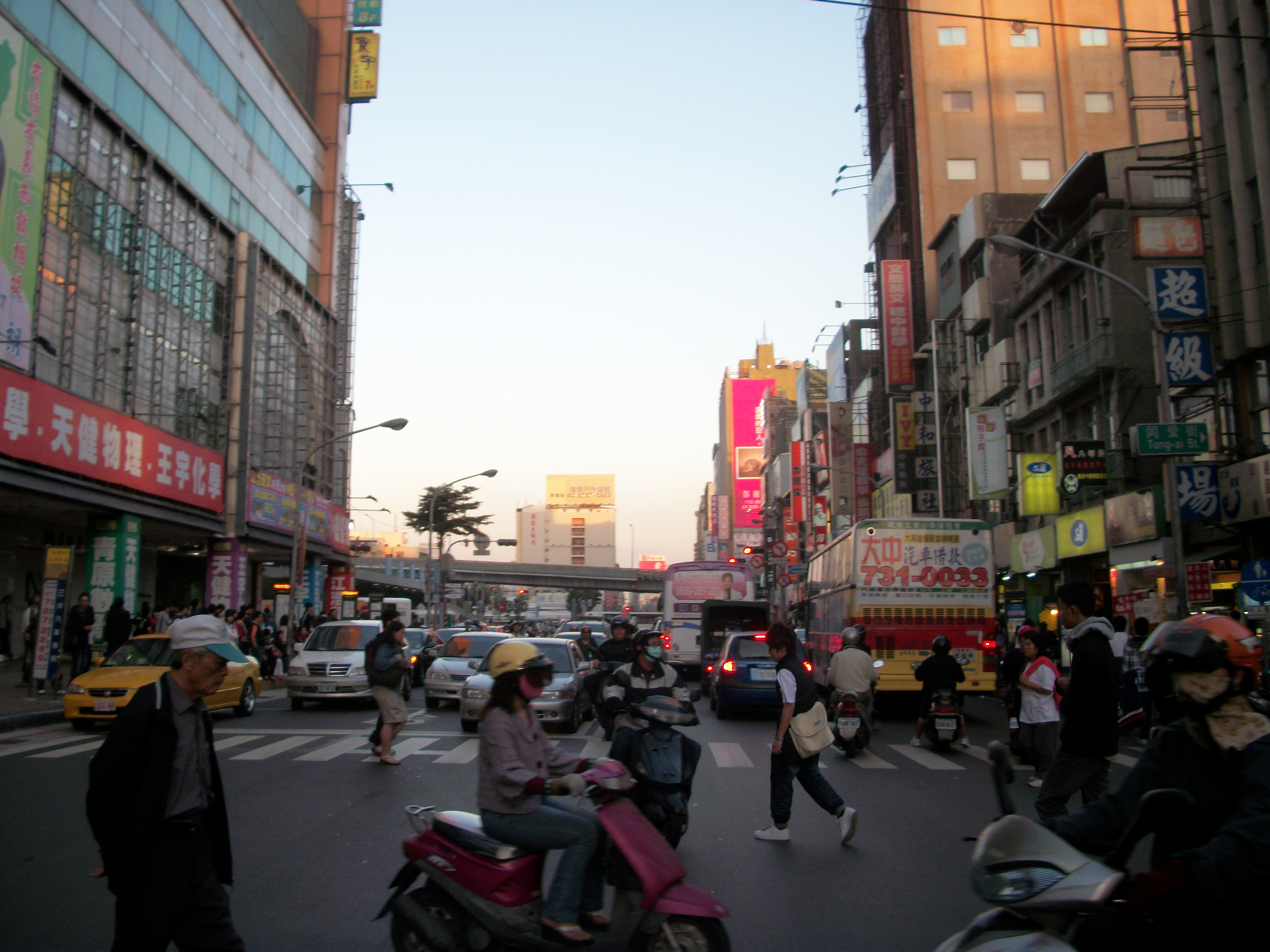
建國三路有「補習街」此稱

高雄市的商業活動當中，有不少商家分門別類集中於某一條道路及週邊地帶的現象，形成特殊商業街道景象，例如興中路的「花卉街」、中正路的「銀行街」與中山一路的「婚紗街」、建國二路的「電腦街」、中正四路的「喜餅街」、建國三路的「補習街」、七賢路的「酒店街」、大連街的「皮鞋街」、新興街的「五金街」、青年路的「家具街」、林森路的「手機街」、長明街的「成衣街」、三鳳中街的「南北貨」、公園路的「五金街」（已拆除成為公園）以及修租車非常密集的凱旋路等等。其中公園路的「五金街」因為2009年的世界運動會在高雄舉行而被拓展成公園、綠地。有些專業街已經隨著市場與消費型態的改變而逐漸沒落，或是不再像過去一般集中；不過也有變得更為繁榮、分佈範圍略為擴張的案例。

### 勞動力狀況
到2006年3月底為止，15歲以上之民間人口約有120萬6千人，勞動力有67萬5千人，就業者有64萬6千人，失業者2萬9千人，非勞動力53萬1千人；勞動力參與率56.0%；失業率4.2%。

#### 外籍勞工
1980年代末期，台灣的勞力密集產業面臨升級與轉型的壓力，許多加工出口區的廠商撤資、關廠或遷廠至能夠大量提供廉價勞動力的地區。繼續留在台灣的廠商則開始引進外籍勞工，替代本國勞工從事需要耗費大量勞力的工作。鄰近楠梓加工區的後勁，即因此而呈現出「外勞國際村」的風貌，形成特殊的聚落型態。到2006年3月底為止，高雄市約有4千2百名外國專業人員（所謂的白領外勞）；而所謂的藍領外勞則約有1萬6千人。

## 人口
至2010年8月止，高雄市共有1,529,415的人口，其中女性人口774,431；男性人口754,984。同時並設籍有586,590戶。人口密度則約每平方公里9958人。 高雄市行政區中以三民區人口最多，有354,320人；人口密度則是新興區最高，每平方公里28,205人（2009年）。
| 1972年至2007年的人口變化 | 1972年至2007年的人口變化 | 1972年至2007年的人口變化 | 1972年至2007年的人口變化 | 1972年至2007年的人口變化 | 1972年至2007年的人口變化 | 1972年至2007年的人口變化 | 1972年至2007年的人口變化 | 1972年至2007年的人口變化 | 1972年至2007年的人口變化 |
| ------------------------ | ------------------------ | ------------------------ | ------------------------ | ------------------------ | ------------------------ | ------------------------ | ------------------------ | ------------------------ | ------------------------ |
| 年分                     | 1972年                   | 1977年                   | 1982年                   | 1987年                   | 1992年                   | 1997年                   | 2002年                   | 2007年                   |                          |
| 人口                     | 906,520                  | 1,041,364                | 1,248,175                | 1,342,797                | 1,405,909                | 1,436,142                | 1,509,510                | 1,520,555                |                          |

### 各區人口明細
- 資料時間:2022年1月

- 資料時間：2021年1月-2021年12月；來源：高雄市民政局各月自然增加率與社會增加率人口統計[10]

| 區名     | 面積 （km²） | 下轄 里數 | 下轄 鄰數 | 人口數    | 人口 消長 | 下轄 戶數 | 人口密度 （人/km²） | 郵遞 區號 | 傳統分區     |
| -------- | ------------ | --------- | --------- | --------- | --------- | --------- | ------------------- | --------- | ------------ |
| 鹽埕區   | 1.4161       | 21        | 228       | 22,912    | -1006     | 10,806    | 16,180              | 803       | 南高雄       |
| 鼓山區   | 14.7523      | 38        | 719       | 140,410   | -798      | 60,314    | 9,518               | 804       | 北高雄       |
| 左營區   | 19.3823      | 39        | 710       | 196,314   | -1563     | 81,743    | 10,129              | 813       | 北高雄       |
| 楠梓區   | 25.8276      | 37        | 803       | 190,149   | +1908     | 75,914    | 7,362               | 811       | 北高雄       |
| 三民區   | 19.7866      | 86        | 1,733     | 333,038   | -6490     | 139,669   | 16,831              | 807       | 北高雄       |
| 新興區   | 1.9764       | 32        | 453       | 49,383    | -1653     | 23,150    | 24,986              | 800       | 南高雄       |
| 前金區   | 1.8573       | 20        | 261       | 26,416    | -492      | 13,193    | 14,223              | 801       | 南高雄       |
| 苓雅區   | 8.1522       | 69        | 1,240     | 164,572   | -4254     | 73,161    | 20,187              | 802       | 南高雄       |
| 前鎮區   | 19.1207      | 59        | 1,298     | 182,805   | -4755     | 79,578    | 9,561               | 806       | 南高雄       |
| 旗津區   | 1.4639       | 13        | 212       | 27,204    | -865      | 10,919    | 18,583              | 805       | 南高雄       |
| 小港區   | 45.4426      | 38        | 697       | 156,036   | -1866     | 69,634    | 3,434               | 812       | 南高雄／鳳山 |
| 原高雄市 | 159.1780     | 452       | 8,354     | 1,489,239 | -21,833   | 638,081   | 9,356               |           |              |

## 教育
國立高雄師範大學是師範學院升格而成，前身是女子師範學校。國立中山大學則是原廣州中山大學的在台復校。而國立高雄大學，是2000年所成立的新校。
此外高雄共有4所國立科技大學，分別為國立高雄第一科技大學、國立高雄應用科技大學、國立高雄海洋科技大學以及國立高雄餐旅大學。
高雄醫學大學則是由杜聰明等人所創立的台灣首座私立醫學院，同時也是高雄市唯一的醫學院。天主教會則在高雄設立了一所以語言專科為主的文藻外語學院。此外，育英醫護管理專科學校也設於高雄市。軍事學校則有海軍軍官學校與海軍陸戰隊學校。
在高雄的空中大學系統除了全國性的國立空中大學之外，另外設有一所高雄市立空中大學。社區大學方面，則有設於第一社區大學及第二社區大學，沒有獨立的校區，而是分別以其他學校為主要上課地點。類似的還有原住民部落大學，與社區大學同樣提供成人教育。高雄市市民學苑則提供語言或手工藝等研修。
至2009年，高雄市共有約20所高級中學；10所高級職業學校；36所國民中學；以及87所國民小學和大約100家幼稚園。 另外還有主要供外國人就讀的日僑學校、韓僑學校，以及美國學校等6所國際學校。公立圖書館則以高雄市立圖書館為主。

## 觀光
高雄市主要的地標建築物有高雄85大樓、夢時代購物中心的高雄之眼摩天輪、高雄巨蛋等；販賣各式南北貨的三鳳中街，當地流行文化的中心新堀江以及各式小吃與各類攤商匯聚的眾多大、小夜市；自然景觀方面，有柴山、愛河、旗津、西子灣、蓮池潭等景點；此外還有許多古蹟與歷史建築。

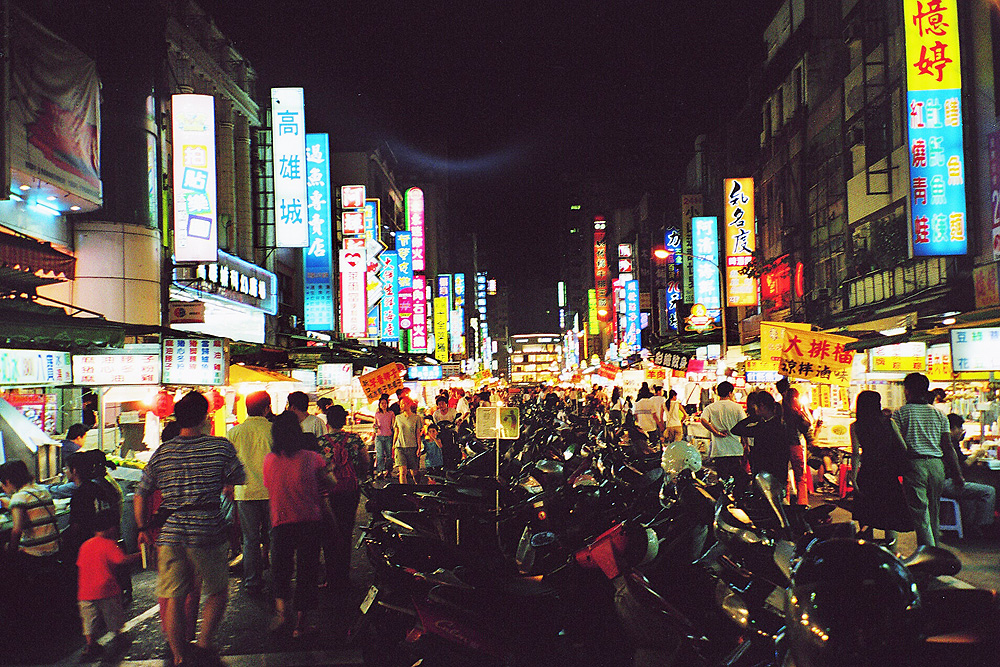
六合觀光夜市

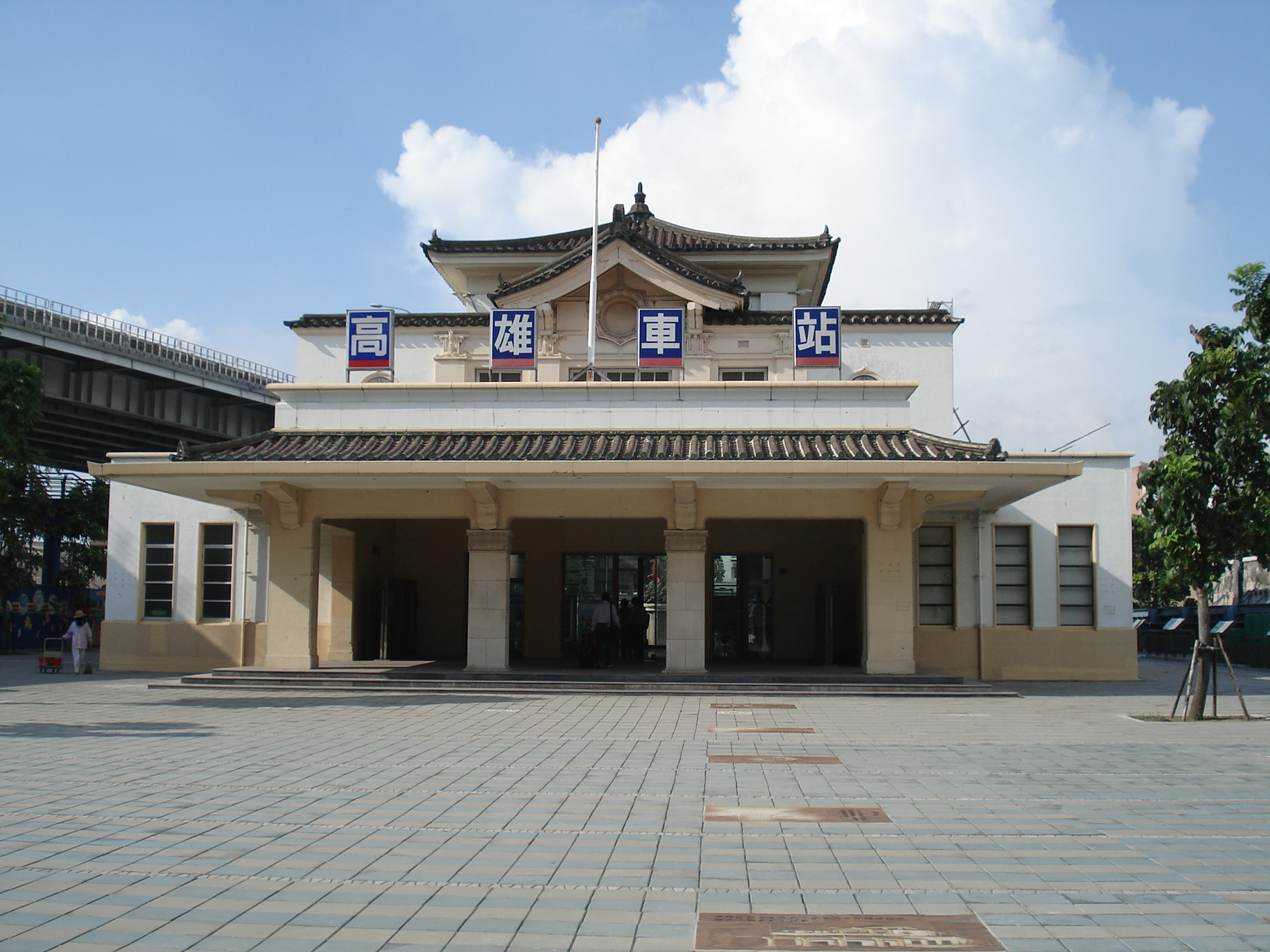
高雄願景館

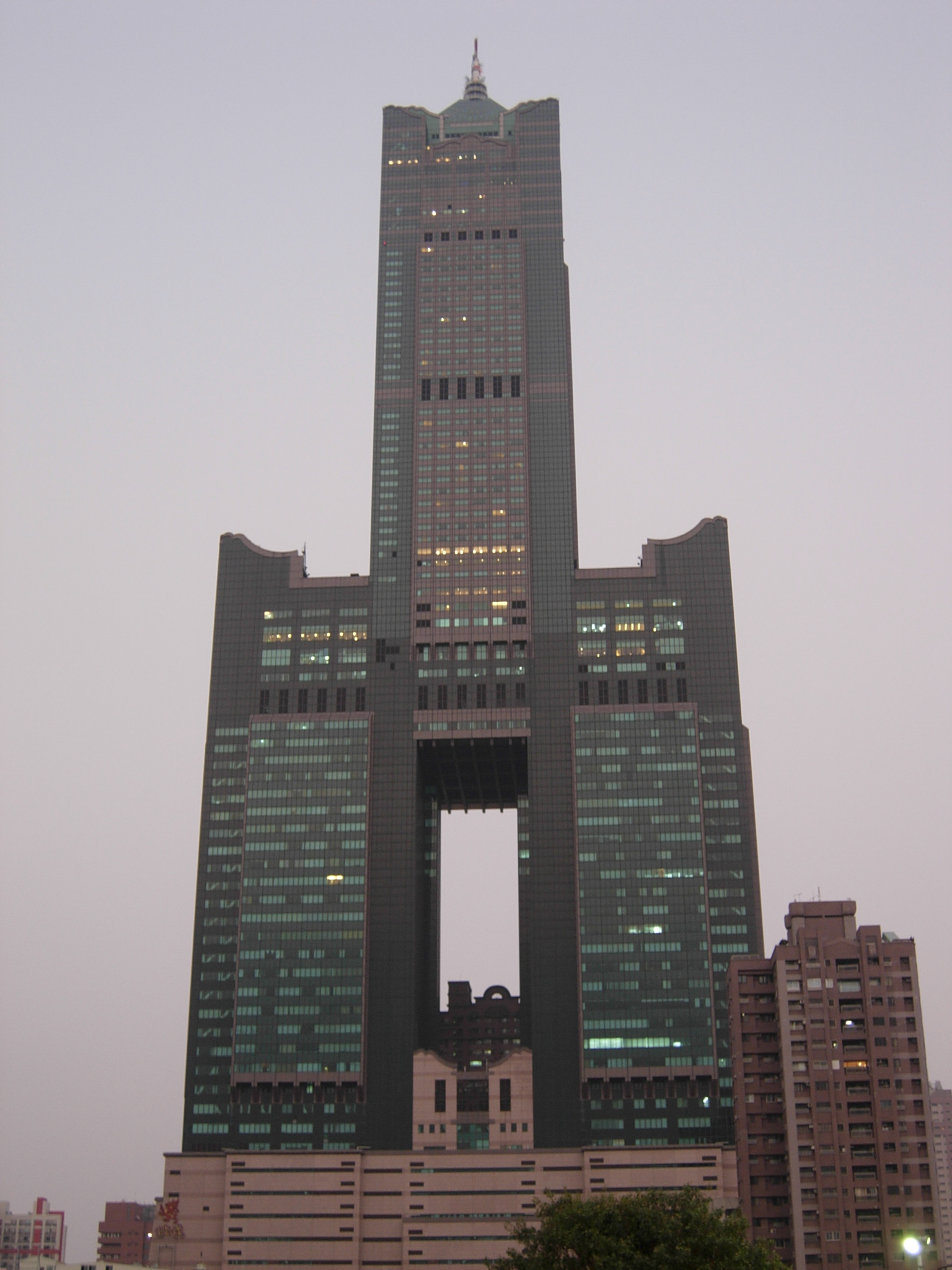
高雄85大樓

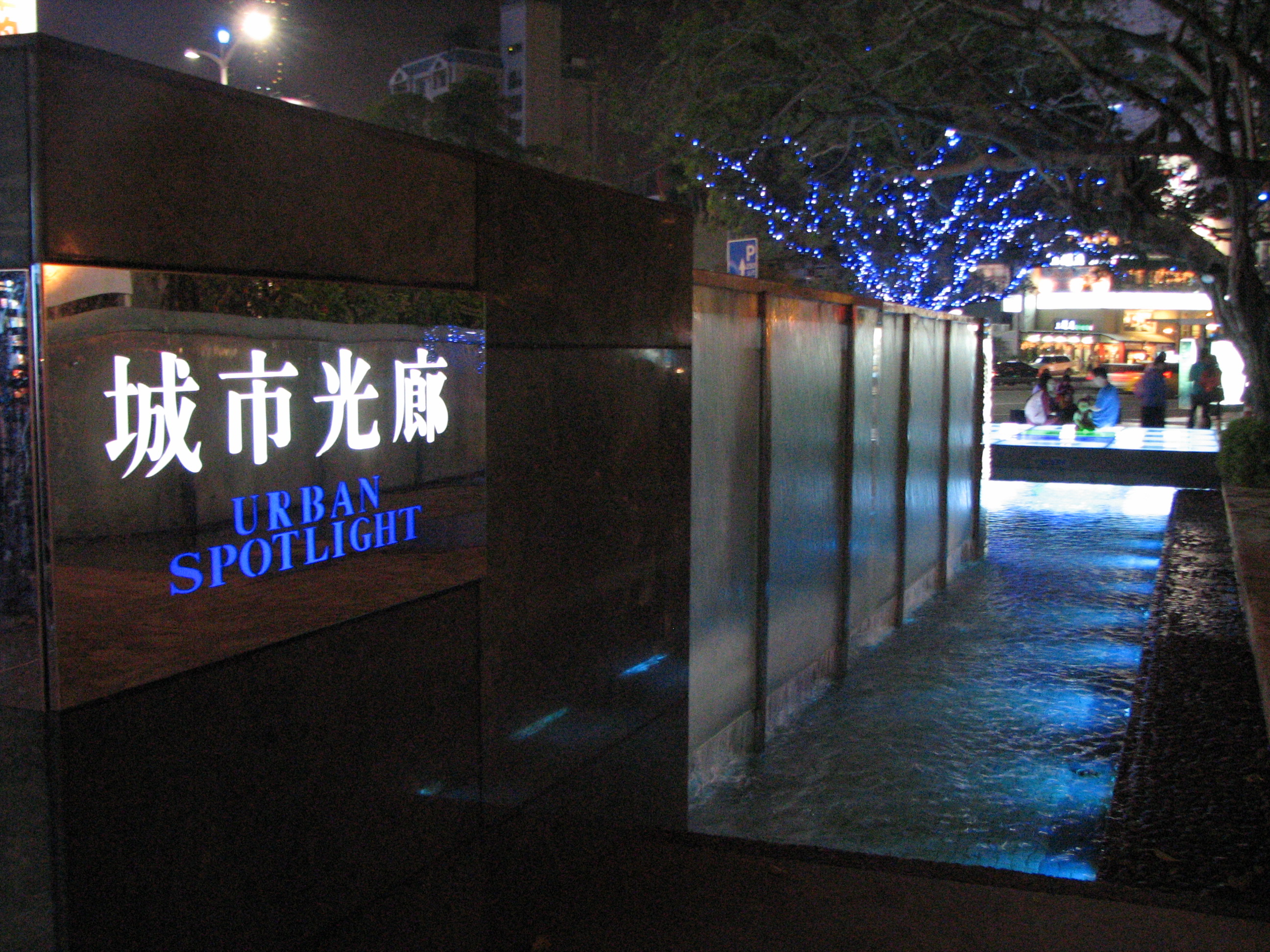
中央公園南側的城市光廊

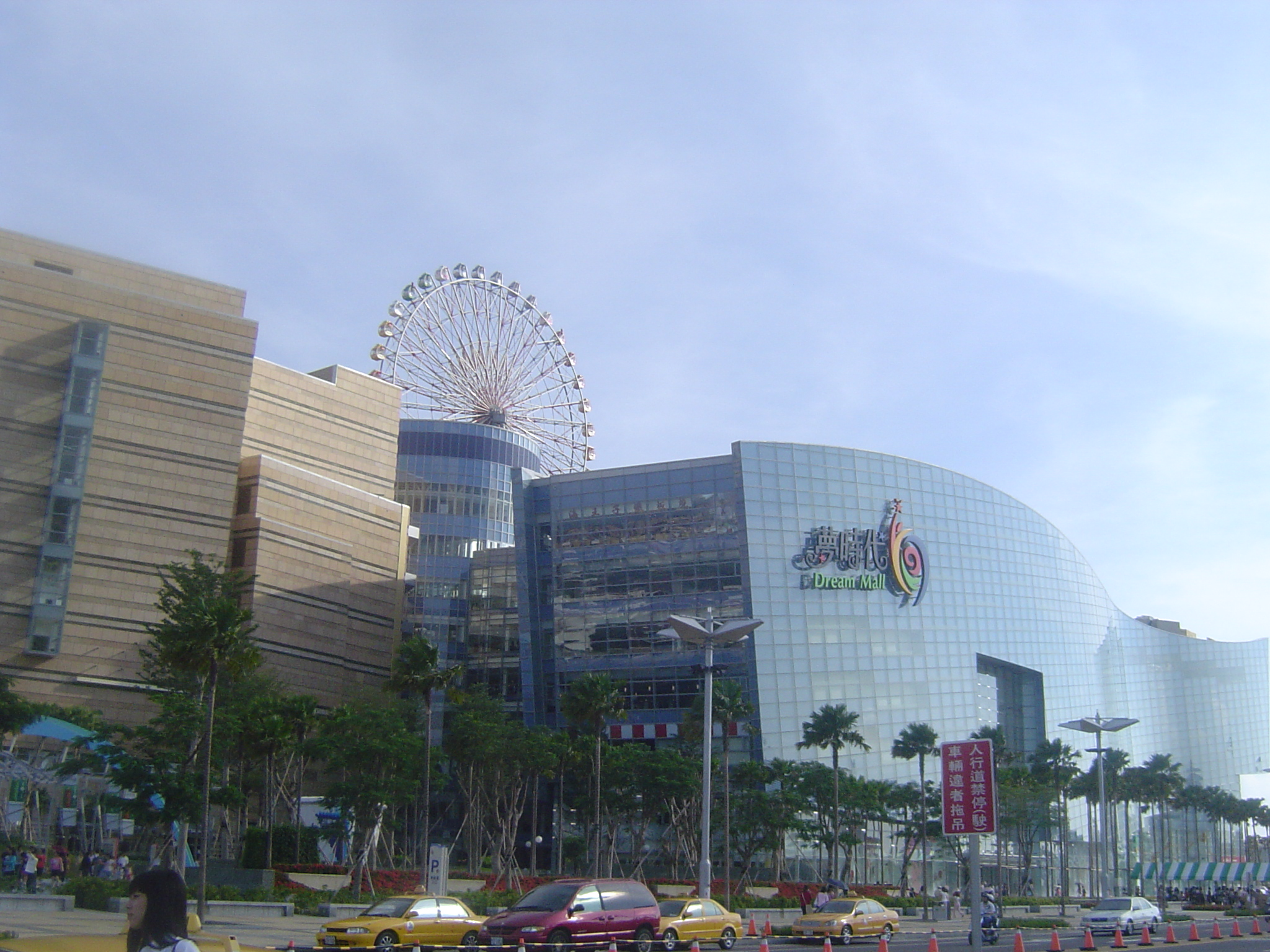
統一夢時代購物中心

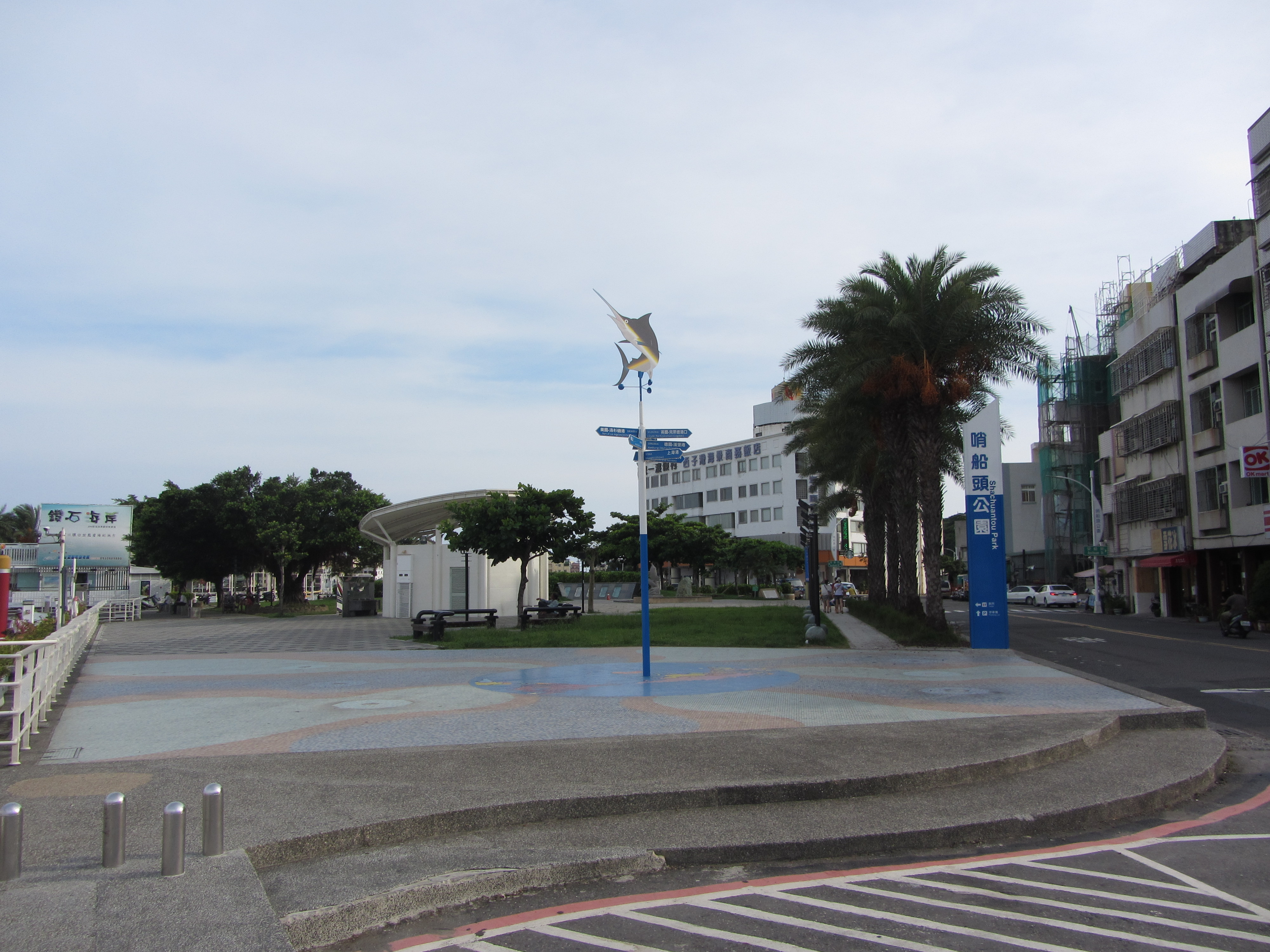
哨船頭公園

### 名勝古蹟
- 鳳山縣舊城（左營舊城）
- 旗後砲台
- 旗後燈塔
- 旗後天后宮
- 雄鎮北門
- 前清打狗英國領事館
- 前金天主堂（玫瑰聖母堂）
- 鳳山舊城孔子廟崇聖祠
- 陳中和墓
- 武德殿
- 右昌楊家古厝：列為三級古蹟
- 內惟李家洋房
- 苓雅陳家洋房

### 商圈
- 三鳳中街
- 新堀江商圈(大統百貨五福店(原大統262)、玉竹商圈)
- 五福商圈(大立百貨、大立精品)
- 三多商圈(新光三越、遠東百貨、太平洋SOGO)
- 鹽埕堀江商場
- 高雄85大樓
- 夢時代購物中心
- 漢神巨蛋
- 漢神百貨
- 大統百貨和平店
- 新光三越左營店

- 南華路觀光夜市：位於高雄市郵政總局及高雄市捷運美麗島站旁，緊臨新興市場，和新堀江商圈類似，目前街道已經市政府重新整修規劃為行人徒步區，並且加裝頂棚。
- 瑞豐流動夜市：位於高雄市左營區裕誠路和南屏路段及高雄捷運巨蛋站旁。
- 六合觀光夜市：位於高雄市新興區六合二路及高雄捷運美麗島站旁，是南台灣最早的行人徒步區和國際級觀光夜市。
- 光華觀光夜市
- 興中觀光夜市
- 忠孝觀光夜市
- 南華觀光夜市
- 旗津渡船頭海鮮街

### 休憩
- 哨船頭公園
- 高雄市中央公園
- 城市光廊
- 高雄都會公園
- 旗津海岸公園
- 旗津風車公園
- 高雄市原生植物園
- 高雄光之塔
- 東沙環礁國家公園：不對外開放參觀。
- 凹仔底森林公園
- 新光碼頭（海洋之星）
- 高雄港漁人碼頭（2號碼頭）
- 駁二藝術特區：捷運O2鹽埕埔車站，一號出口
- 真愛碼頭（12號碼頭）
- 光榮碼頭（13號碼頭）

### 名產
高雄在全國享有高知名度的名產相當多，有烤小卷、黑輪、白糖粿、紅茶牛奶、木瓜牛奶、炭烤三明治、滷味(乾式滷味)、高雄大香腸、鴨肉羹(甜式)、鹹水雞、海之冰(大碗冰)、阿婆冰和黑砂糖刨冰。在高雄可以很常吃到平價烤小卷及黑輪，尤其是旗魚黑輪極具特色，是因為得利於海港之便，魚貨能新鮮送達。
而外地旅客朋友們熟知的高雄市名產糕點類則有旗鼓餅、火獅餅、栗子酥、木棉酥、象棋綠豆糕及眷村豆腐乳等。
左營蓮池潭風景區於每年的10月至11月有萬年季，許多高雄市的名產及左營有名的眷村美食都會在萬年季中出現。

## 政治

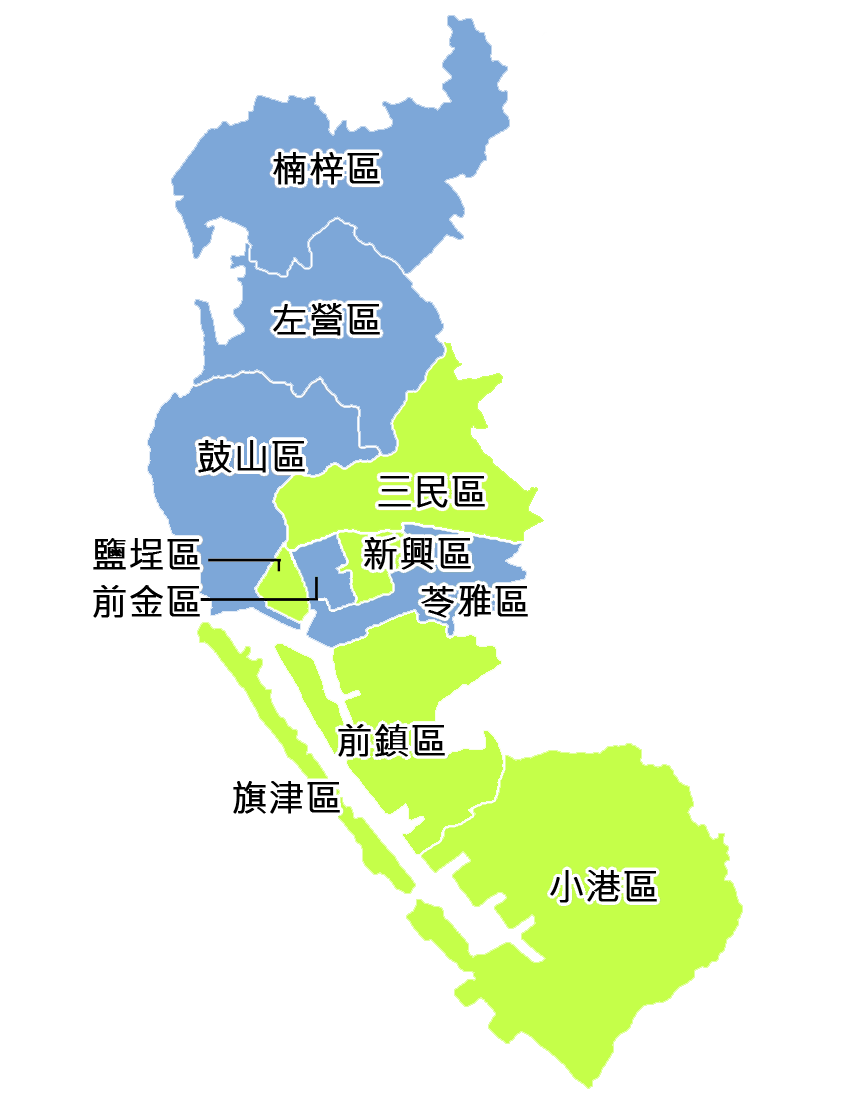
2006年市長選舉得票率：
陳菊領先但小於60%。
黃俊英領先但小於60%。

高雄市政府是高雄市的最高行政機關，直轄於行政院。高雄市議會則是高雄市的最高地方自治機關，代表高雄市全體市民監督市政府之施政。目前高雄市的政治情勢，泛綠、泛藍大致上勢均力敵，兩陣營各有勢力。早期高雄市長多為中國國民黨籍，但自謝長廷後，目前已連三任（不含代理）為民主進步黨籍。葉菊蘭為首位女性直轄市代理市長；2006年12月25日就任的第四任市長陳菊則為首位女性直轄市市長。
2010年11月27日第一屆大高雄市長選舉為高雄市與高雄縣合併改制升格後的首次大選，現任市長陳菊以821,089票及52.8%過半的得票率超過兩位對手得票總和大贏當選為高雄市長。

## 對外交流

### 領事機構
高雄市的對外交流始於清治時期的打狗港，1879年英國在高雄設立領事館，至今與多個國家建立交流平台。高雄縣市合併前，共有3個國家在高雄市設立代表機構／辦事處。
- 美国在台協會高雄辦事處
- 日本交流協會高雄事務所
- 菲律賓馬尼拉經濟文化辦事處高雄分處

### 姊妹市
高雄市在縣市合併前，共有22個姐妹市及1個友好城市（ 日本東京都八王子市），分布情形為北美洲13個、亚洲4個、中美洲與南美洲3個、非洲2個、大洋洲1個。
- 美国
  - 夏威夷州檀香山
  - 喬治亞州梅崗
  - 俄克拉荷馬州塔爾薩
  - 科羅拉多州科罗拉多斯普林斯
  - 佛羅里達州迈阿密
  - 德克萨斯州聖安東尼奧
  - 华盛顿州西雅圖
  - 田纳西州諾克斯維爾
  - 喬治亞州普萊恩斯
  - 佛羅里達州潘沙克拉市
  - 亚拉巴马州莫比爾
  - 阿肯色州小岩城
  - 俄勒冈州波特蘭
- - 釜山廣域市
- 菲律賓
  - 宿霧市
- 越南
  - 岘港市
- 哥伦比亚
  - 巴兰基亚
- - 卡塔戈
- 南非
  - 德班
- 马拉维
  - 布蘭岱
- - 布里斯班
- - 伯利兹城
- 日本
  - 東京都八王子市（八王子市內高尾山與「高雄」日語發音同音）

## 電視廣播
| 頻道名稱          | 類比頻道號碼 | 數位頻道號碼 |
| ----------------- | ------------ | ------------ |
| 民視              | 第5頻道      | 第28頻道     |
| 台視              | 第7頻道      | 第32頻道     |
| 中視              | 第9頻道      | 第24頻道     |
| 華視              | 第11頻道     | 第34頻道     |
| 公視              | 第50頻道     | 第26頻道     |
| HiHD（現公視3台） | 無           | 第30頻道     |

| 頻率       | 電台名稱                     |
| ---------- | ---------------------------- |
| 89.7 兆赫  | 民生之聲                     |
| 90.1 兆赫  | 高屏廣播電台(hitFM聯播網)    |
| 90.5 兆赫  | 下港之聲(微笑廣播網)         |
| 93.1 兆赫  | 警廣治安交通網高雄台         |
| 94.3 兆赫  | 高雄廣播電台                 |
| 96.3 兆赫  | 中廣音樂網→原住民族廣播電台  |
| 96.9 兆赫  | 主人廣播電台                 |
| 97.5 兆赫  | 快樂聯播網                   |
| 98.3 兆赫  | 港都電台(好事聯播網)         |
| 99.1 兆赫  | 陽光電台                     |
| 99.9 兆赫  | 大眾廣播 (Kiss聯播網)        |
| 100.7 兆赫 | 台北國際社區廣播電台（ICRT） |
| 101.7 兆赫 | 教育廣播電台                 |
| 103.3 兆赫 | I like Radio(中廣流行網)     |
| 103.9 兆赫 | 南台灣之聲(飛碟聯播網)       |
| 104.9 兆赫 | 警廣全國治安交通網           |
| 105.9 兆赫 | 中廣寶島網                   |
| 106.7 兆赫 | 高屏溪廣播電台               |
| 107.3 兆赫 | 漢聲廣播電台                 |

## 統計
| 排名 | 本籍             | 高雄市人口 | 比率   |
| ---- | ---------------- | ---------- | ------ |
| 1    | 高雄市           | 453,098    | 32.8%  |
| 2    | 中國大陸各省市籍 | 209,696    | 15.2%  |
| 3    | 臺南縣           | 166,627    | 12.1%  |
| 4    | 高雄縣           | 118,452    | 8.6%   |
| 5    | 屏東縣           | 86,172     | 6.2%   |
| 6    | 嘉義縣           | 81,720     | 5.9%   |
| 7    | 澎湖縣           | 53,350     | 3.9%   |
| 8    | 雲林縣           | 44,731     | 3.2%   |
| 9    | 彰化縣           | 35,441     | 2.6%   |
| 10   | 臺南市           | 24,850     | 1.8%   |
| 11   | 臺中縣           | 13,329     | 1.0%   |
| 12   | 南投縣           | 10,590     | 0.8%   |
| 13   | 臺東縣           | 9,689      | 0.7%   |
| 14   | 嘉義市           | 9,572      | 0.7%   |
| 15   | 臺北縣           | 9,371      | 0.7%   |
| 16   | 臺北市           | 9,271      | 0.7%   |
| 17   | 苗栗縣           | 8,839      | 0.6%   |
| 18   | 桃園縣           | 6,139      | 0.4%   |
| 19   | 臺中市           | 4,766      | 0.3%   |
| 20   | 新竹縣           | 4,691      | 0.3%   |
| 21   | 基隆市           | 4,501      | 0.3%   |
| 22   | 花蓮縣           | 4,455      | 0.3%   |
| 23   | 宜蘭縣           | 4,454      | 0.3%   |
| 24   | 外國籍           | 2,478      | 0.2%   |
| 25   | 金門縣           | 2,046      | 0.1%   |
| 26   | 新竹市           | 1,600      | 0.1%   |
| 27   | 連江縣           | 187        | 0.0%   |
|      | 總計             | 1,380,115  | 100.0% |